# Rózia Nitowaczka

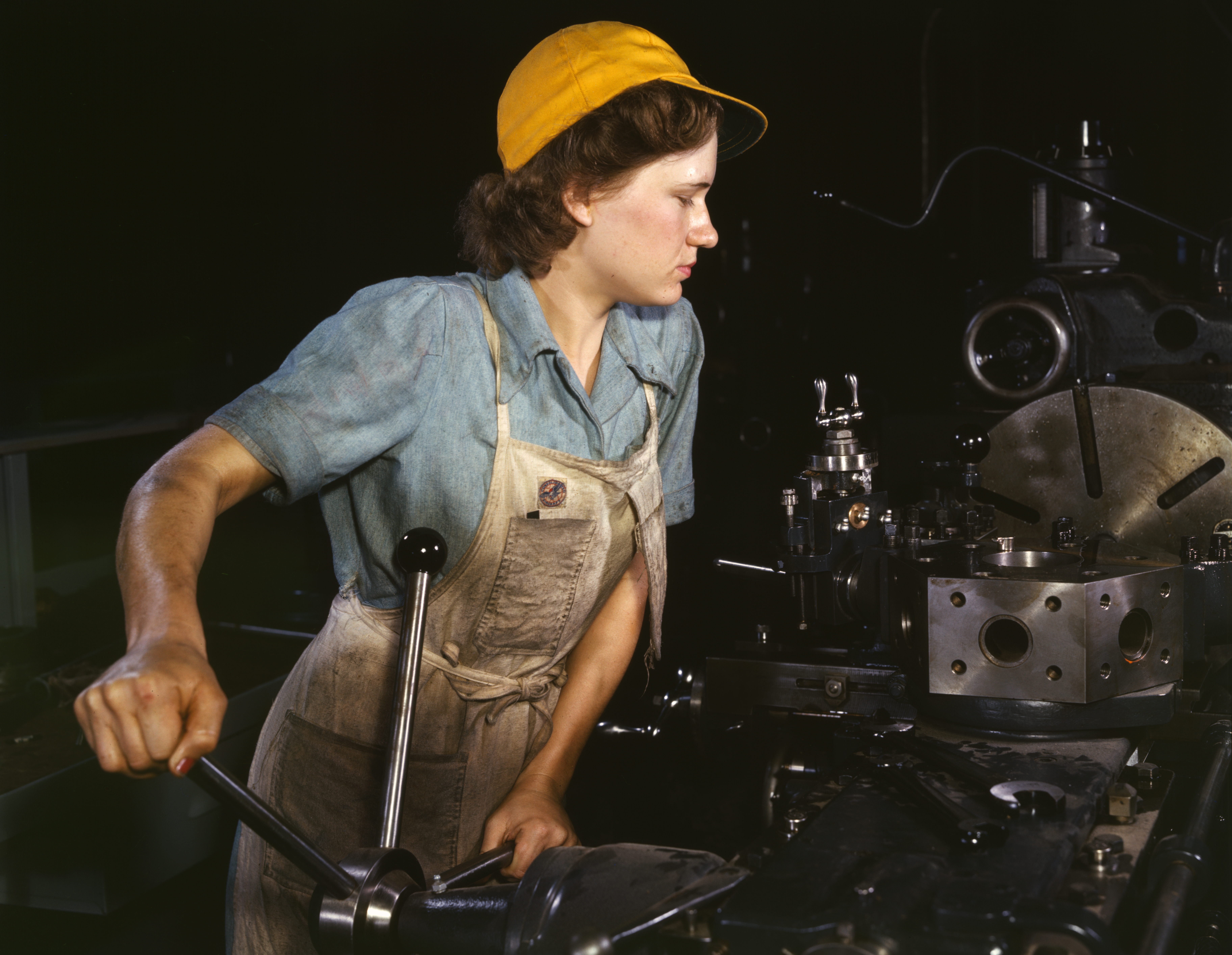
Operatorka tokarki w amerykańskiej fabryce w 1942

Rózia Nitowaczka (Rosie the Riveter) – amerykańska ikona kultury, fikcyjna postać z napisanej w 1942 piosenki Redda Evansa i Johna Jacoba Loeba „Rosie the Riveter”. Symbolizowała kobiety pracujące w amerykańskich fabrykach w czasie II wojny światowej.
Powszechnie, lecz błędnie, kojarzy się ją z plakatem J. Howarda Millera We Can Do It!, zaprojektowanym również w 1942 (jednak przed spopularyzowaniem piosenki Evansa i Loeba), powstałym w ramach serii plakatów propagandowych dla Westinghouse Electric Company (w rzeczywistości Miller przedstawił na tym plakacie robotnicę Geraldine Doyle z Zakładów Metalurgicznych w Michigan). Rozpowszechnianiu tej dezinformacji w lutym 2012 pomogła amerykańska agencja propagandy publicznej Ad Council, przy okazji fałszywie przypisując stworzenie tego plakatu sobie. Uczciła ona w ten sposób 70. jubileusz swojego istnienia. Po zakończonej kampanii informacja ta została po cichu usunięta z ich strony. W 2015 roku wykazano, że kobietą ujętą na plakacie We Can Do It! mogła być jedna z pracownic produkcyjnych – Naomi Parker (później Fraley). Zdjęcie do plakatu We Can Do It! zostało zrobione w Alameda Naval Air Station w Kalifornii. Do dzisiaj nie potwierdzono żadnej z przedstawionych dwóch wersji. 
Znanym przedstawieniem Rózi Nitowaczki jest okładka „The Saturday Evening Post” z 29 maja 1943 z obrazem autorstwa Normana Rockwella.

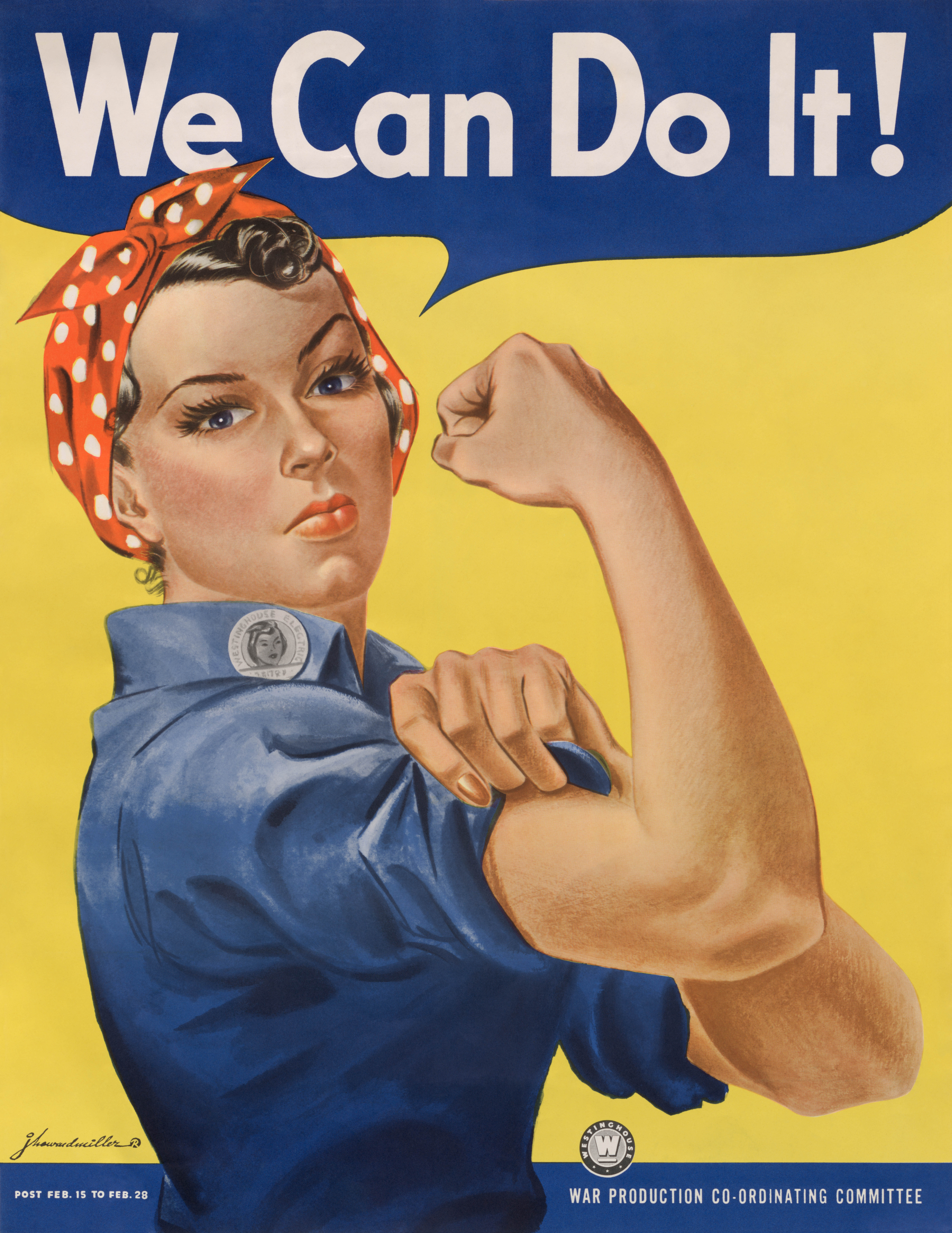
We Can Do It! autorstwa J. Howarda Millera powstał jako obraz mający na celu poprawę morale pracowników

## Geneza
Podczas II wojny światowej, w latach 1940-1945, w USA rozwijany był program Training Within Industry, którego głównym celem było wyćwiczenie umiejętności zarządczych wśród najbardziej doświadczonych operatorów i przełożonych. Mieli oni być odpowiedzialni za efektywne wdrażanie nowych pracowników, a w szczególności kobiet, do pracy w przemyśle. Badacz programu Training Within Industry, Jim Huntzinger, w swojej publikacji zapisał, że kobiety chcące pracować w przemyśle, aby stać się "Róziami Nitowaczkami" musiały bardzo szybko uczyć się wykonywać zadane im operacje produkcyjne. Jak stwierdził badacz, rząd USA zdecydował się stworzyć program Training Within Industry, aby ten cel osiągnąć. Akcje promujące aktywność kobiet w przemyśle, w tym ikona Rózii Nitowaczki, były kolejnym krokiem po opracowaniu programu Training Within Industry, aby skutecznie zastąpić mężczyzn przy produkcji sprzętu wojskowego. Podczas szkoleń praktycznych prowadzonych w przemyśle amerykańskim podczas II Wojny Światowej, jedna z metod programu Training Within Industry - doskonalenie Metod Pracy (ang. Job Methods) - prezentowana była w oparciu o przykład operacji nitowania. Standard tego szkolenia został ustalony w 1940. Jest zatem możliwe, że autor terminu Rózia Nitowaczka połączył popularne imię z nazwą operacji - nitowanie (ang. riveting) - wykorzystywanej do szkolenia doświadczonych pracowników z zakresu programu Training WIthin Industry w latach 1940-1945.